# Mario Party Superstars
Mario Party Superstars is een partyspel van Nintendo. Het kwam wereldwijd uit op 29 oktober 2021 voor de Nintendo Switch en is het twaalfde deel uit de Mario Party-serie.

## Spel
De game bevat vijf opnieuw ontworpen borden uit de originele Nintendo 64-trilogie van games en in totaal 100 minigames samengesteld uit eerdere delen in de serie. In tegenstelling tot Super Mario Party kan Superstars worden gespeeld met knopbesturing.

### Speelbare personages
De volgende personages zijn speelbaar:
- Mario
- Luigi
- Peach
- Daisy
- Wario
- Waluigi
- Yoshi
- Rosalina
- Donkey Kong
- Birdo

### Speelborden
De volgende vijf speelborden zijn aanwezig:
- Yoshi's Tropical Island
- Space Land
- Horror Land
- Woody Woods
- Peach's Birthday Cake

## Ontvangst
| Recensiescore       | Recensiescore |
| Recensieverzamelaar | Score         |
| ------------------- | ------------- |
| Metacritic          | 80            |
| Publicist           | Score         |
| Destructoid         | 8             |
| Game Informer       | 8             |
| GameSpot            | 6             |
| IGN                 | 8             |
| Nintendo Life       | 8             |
| Power Unlimited     | 6             |
| XGN                 | 8,5           |

Na de release ontving Mario Party Superstars overwegend positieve recensies van critici. Op verzamelwebsite Metacritic heeft het een score van 80%. Men prees de verzameling speelborden, aanwezige minispellen en gameplay.
XGN noemde de herkenbare speelelementen en de minispellen. Kritiek was er op het beperkte aanbod speelborden en het ontbreken van downloadbare inhoud. Power Unlimited noemde het een positief element dat het partyspel met elke controller bestuurt kan worden en prees de vermakelijke minispellen. Als kritiekpunt werd eveneens het ontbreken van downloadbare inhoud genoemd.